# Уилсон, Кейси
Кэ́трин Ро́уз «Ке́йси» Уи́лсон (англ. Cathryn Rose «Casey» Wilson; род. 24 октября 1980, Алегзандрия, Виргиния) — американская актриса, комик, продюсер и сценаристка. Она наиболее известна благодаря своей роли Пенни Хартц в комедийном сериале ABC «Счастливый конец» (2011—2013), которая принесла ей две номинации на премию «Выбор телевизионных критиков».

## Биография
Уилсон родилась и выросла в Алегзандрии, штат Виргиния, где в 1998 году окончила среднюю школу. Затем она переехала в Нью-Йорк, где поступила в Нью-Йоркский университет, а затем обучалась в актёрской студии Стеллы Адлер. Родители Уилсон работали в политике, однако на стороне конкурирующих партий (её мать была демократом, отец — республиканцем), что и привело её к интересу к комедийному жанру. Уилсон называет комедийных актрис Кэтрин О’Хара, Дайан Китон, Мэдлин Кан, Люсиль Болл, Бетт Дэвис, Молли Шеннон, Молли Шеннон, Дебра Вингер и Ширли Маклейн в качестве тех, кто оказал влияние на её работы.
Уилсон стала известной участвуя в регулярном составе комедийного шоу «Субботним вечером в прямом эфире», где выступала в 2008—2009 годах. Ранее она пробовала свои силы как сценарист в различных скетч-шоу. В 2009 году она написала сценарий к фильму студии 20th Century Fox «Война невест». Её следующей полнометражной работой стала комедия 2013 года «Оторвы», где Уилсон также сыграла ведущую роль.
С 2011 по 2013 год Уилсон исполняла одну из главных ролей в комедийном сериале ABC «Счастливый конец». Шоу было закрыто после трёх сезонов. После она создала ситком (разновидность комедийных радио- и телепрограмм, с постоянными основными персонажами и местом действия) The Mason Twins для NBC, но канал не стал заказывать его для трансляции. В 2014 году она была приглашена на главную роль в ситком «Выходи за меня», также для NBC. Проект был создан её мужем, Дэвидом Каспом, с которым она ранее работала в «Счастливый конец». В дополнение к телевизионным ролям, Уилсон появилась в фильмах «Джули и Джулия: Готовим счастье по рецепту» (2009), «Киллеры» (2010) и «Исчезнувшая» (2014).

## Личная жизнь
С 25 мая 2014 года Уилсон замужем за сценаристом Дэвидом Каспе, с которым она встречалась почти три года до их свадьбы. У супругов есть два сына — Макс Ред Каспе (род. 17 мая 2015) и Генри Бир Каспе (род. 24 августа 2017). Их старший сын, Макс, страдает целиакией.
Однажды, после инъекции ботокса, Уилсон парализовало половину лица на три месяца.

## Фильмография
| Год       |    | Русское название                           | Оригинальное название         | Роль                      |
| --------- | -- | ------------------------------------------ | ----------------------------- | ------------------------- |
| 2002      | с  | Эд                                         | Ed                            | студентка                 |
| 2003      | ф  | Девственица                                | Virgin                        | девушка                   |
| 2004      | тш | A2Z                                        | A2Z                           | комик, участник дискуссии |
| 2006      | ф  | На ваш суд                                 | For Your Consideration        | молодая актриса           |
| 2006      | тш | Ток-шоу со Спайком Ферестеном              | Talkshow with Spike Feresten  | гостья                    |
| 2007      | с  | Хулиганы                                   | Human Giant                   | молодая мама              |
| 2007      | ф  | Братья Соломон                             | The Brothers Solomon          | работник                  |
| 2007      | тш | Очень забавное шоу                         | The Very Funny Show           | разные персонажи          |
| 2008      | ф  | Великий Бак Ховард                         | The Great Buck Howard         | Черити                    |
| 2008—2009 | тш | Субботним вечером в прямом эфире           | Saturday Night Live           | разные роли               |
| 2009      | ф  | Война невест                               | Bride Wars                    | Стейси                    |
| 2009      | ф  | Джули и Джулия: Готовим счастье по рецепту | Julie & Julia                 | Реджина                   |
| 2010      | ф  | Киллеры                                    | Killers                       | Кристен                   |
| 2010      | ф  | Танец фрика                                | Freak Dance                   | богатая леди              |
| 2011      | с  | В 35 — на пенсию                           | Retired at 35                 | Эми Роббинс               |
| 2011—2013 | с  | Счастливый конец                           | Happy Endings                 | Пенни Хартц               |
| 2011      | с  | Смертельно скучающий                       | Bored to Death                | Патти Стивенсон           |
| 2012      | ф  | Проклятие моей матери                      | The Guilt Trip                | Аманда                    |
| 2013      | ф  | Божье дитя                                 | C.O.G.                        | Марта                     |
| 2013      | ф  | Оторвы                                     | Ass Backwards                 | Хлоя                      |
| 2013      | с  | Как я встретил вашу маму                   | How I Met Your Mother         | Крирстен                  |
| 2014      | с  | Бывает и хуже                              | The Middle                    | Преподобная Тэмми         |
| 2014      | ф  | Джейсон Нэш женат                          | Jason Nash Is Married         | Роуз                      |
| 2014      | ф  | Исчезнувшая                                | Gone Girl                     | Ноэль Хоторн              |
| 2014—2015 | с  | Выходи за меня                             | Marry Me                      | Энни Флетчер              |
| 2015      | ф  | Я, он, она                                 | Me Him Her                    | Синтия                    |
| 2015      | ф  | Плохая ночь                                | Bad Night                     | Билли, тату-мастер        |
| 2015      | с  | Горячие жены из Лас-Вегаса                 | The Hotwives of Las Vegas     | Дженфер Бодон             |
| 2015—2016 | с  | Раз, Миссисипи                             | One Mississippi               | Брук                      |
| 2015—2023 | с  | Американский папаша!                       | American Dad!                 | Триш                      |
| 2016      | с  | Анатомия страсти                           | Grey's Anatomy                | Кортни Холл               |
| 2016      | с  | Трудности ассимиляции                      | Fresh Off the Boat            | Хелен                     |
| 2016      | ф  | Почему он?                                 | Why Him?                      | Мисси Педерман            |
| 2018      | с  | Нетипичный                                 | Atypical                      | миссис Уитакер            |
| 2019      | с  | Миссис Флетчер                             | Mrs. Fletcher                 | Джейн Розен               |
| 2019—2020 | мс | Арчибальд в поисках большего               | Archibald's Next Big Thing    | Венди Пауэрс              |
| 2018—2023 | с  | Гриффины                                   | Family Guy                    | Джесс                     |
| 2019—2021 | с  | Чёрный понедельник                         | Black Monday                  | Тиффани Джорджина         |
| 2021      | с  | Психиатр по соседству                      | The Shrink Next Door          | Бонни                     |
| 2020—2022 | с  | Грейс и Фрэнки                             | Grace and Frankie             | Танет Фэрлайт             |
| 2022      | с  | Домоводство                                | Home Economics                | Хармони                   |
| 2023      | с  | Всемирная история, часть 2                 | History of the World: Part II | Глория Стайнем            |
| 2023      | с  | Праведные Джемстоуны                       | The Righteous Gemstones       | Кристи Даунс              |
| 2023      | с  | В ритме жизни                              | Physical                      | Деб                       |